# Myrmarachne lawrencei
Myrmarachne lawrencei là một loài nhện trong họ Salticidae.
Loài này thuộc chi Myrmarachne. Myrmarachne lawrencei được Carl Friedrich Roewer miêu tả năm 1965.